# 라이프치히현

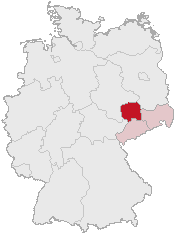
독일에서 라이프치히 현의 위치

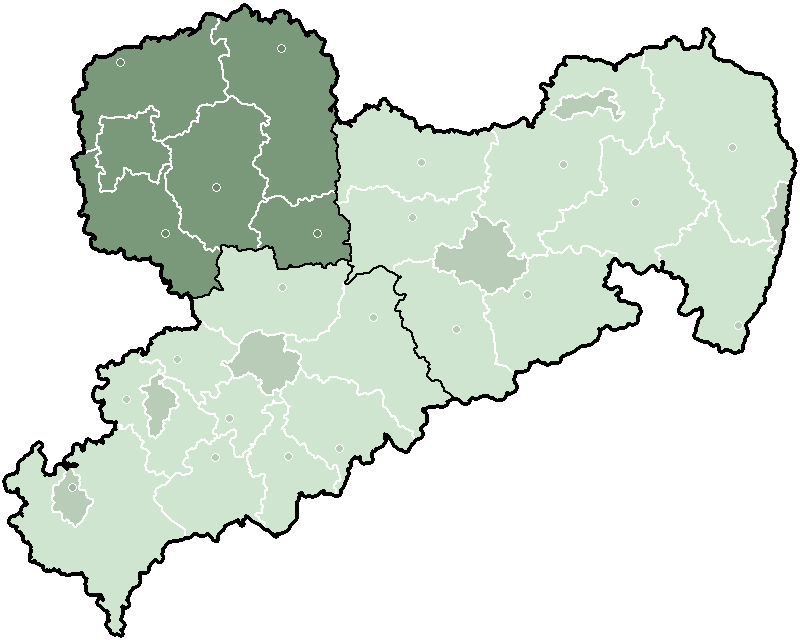
작센 주에서 라이프치히 현의 위치

라이프치히현(독일어: Regierungsbezirk Leipzig)은 과거 독일 작센주 북서부에 있던 현(Regierungsbezirk)이다. 현도는 라이프치히였으며 폐지 당시의 면적은 3,964km2, 인구는 1,001,220명(2011년 기준), 인구 밀도는 250명/km2이었다. 5개 군(Landkreise), 1개 시(Kreisfreie Städte)를 관할했으며 2012년 3월 1일을 기해 폐지되었다.

## 하위 행정 구역

### 군(Landkreise)
1. 델리치군(Delitzsch)
2. 되벨른군(Döbeln)
3. 라이프치히군(Leipziger Land)
4. 물덴탈군(Muldentalkreis)
5. 토르가우오샤츠군(Torgau-Oschatz)

### 시(Kreisfreie Städte)
1. 라이프치히 시(Leipzig)